# 센가 켄토
센가 켄토(일본어: 千賀 健永, 1991년 3월 23일 ~ )는 일본의 가수, 배우이며, 남성 아이돌 그룹·Kis-My-Ft2와 부사이쿠의 멤버이다.
아이치현 출신. STARTO ENTERTAINMENT 소속.

## 약력
2003년 4월 13일 입소.
2012년 4월 26일부터 CBC TV 《도카이 지방 가능한 한 제대로 조사합니다!》에의 고정 출연이 결정. 동 그룹의 멤버 1명(랜덤 출연)과 함께 코너를 맡는다.

## 출연

### 드라마
- 히가시노 게이고 미스테리즈 제7화 〈하얀 흉기〉 (2012년 8월 23일, 후지 TV) - 나카마치 신지 역
- 심리치료중-in the Room- (2013년 1월 12일 ~ 3월 30일, 닛폰 TV) - 키타하라 렌 역
- 노부나가의 셰프 Part2 제7화 (2014년 8월 28일, TV 아사히) - 아츠지 사다히로 역
- 헤이세이 부사이쿠 샐러리맨 (2014년 10월 18일 ~ 2015년 1월 3일) 닛폰 TV) - 주연·센가 켄토 역
- 아사미 미츠히코 시리즈 51 중앙구조대 (2014년 12월 5일, 후지 TV) - 스도형사 역

### 영화
- 바이 로케이션 겉/속 (2014년 1월 18일/2월 1일 개봉) - 미타라이 타쿠미 역

### 버라이어티
- 도카이 지방 가능한 한 제대로 조사합니다! (2012년 4월 26일 ~ , CBC TV)

### 무대
- DREAM BOYS (2012년, 제국 극장)
- DREAM BOYS JET (2013년 9월, 제국 극장)
- DREAM BOYS (2014년, 제국 극장)

### CM
- 대일본제충국(KINCHO) 〈컴뱃〉 (2009년)

## 솔로곡
- Exit (작사: 시라이 유우키 / 작곡: 오오타 마사토모)